# Alattyán
Alattyán (vyslovováno [alaťán]) je velká vesnice v Maďarsku v župě Jász-Nagykun-Szolnok, spadající pod okres Jászapáti. Nachází se asi 11 km jihovýchodně od Jászberény. V roce 2015 zde žilo 1 941 obyvatel, z nichž jsou 87 % Maďaři a 13 % Romové.
Alattyánem prochází řeka Zagyva, přes kterou je zde malý můstek. Sousedními vesnicemi jsou Jánoshida, Jászalsószentgyörgy a Jásztelek.